# Johorea
Johorea là một chi nhện trong họ Linyphiidae.